# ميتو ناكاشي
ميتو ناكاشي (中地 舞) (مواليد 16 ديسمبر 1980)، هي لاعبة كرة قدم كانت تلعب كمدافع. ولعبت مع منتخب اليابان لكرة القدم للسيدات.

## وصلات خارجية
- ميتو ناكاشي على موقع الاتحاد الدولي (مؤرشف)  (الإنجليزية)
- ميتو ناكاشي على موقع Soccerway.com (الإنجليزية)
- ميتو ناكاشي على موقع عالم كرة القدم.نت (الإنجليزية)